# 이와타 다쿠야
이와타 다쿠야(일본어: 岩田 拓也, 1994년 7월 14일~)는 일본의 축구 선수이다.

## 구단 경력
그는 2017년 J2리그의 더스파구사쓰 군마에 입단했다. 7월 J3리그의 SC 사가미하라로 임대 이적했다. 2018년 더스파구사쓰 군마로 복귀했다. 2020년부터 2021년까지 일본 지역 리그의 도쿄 유나이티드 FC에서 뛰었다.